# Christoph Neumann (Politiker)
Christoph Neumann (* 7. November 1964 in Leipzig) ist ein deutscher Politiker der Alternative für Deutschland (AfD) und war Mitglied des Deutschen Bundestages (MdB) von 2017 bis 2021.

## Leben und politische Laufbahn
Neumann absolvierte von 1981 bis 1983 in Leipzig an den Theater-Werkstätten eine Tischlerlehre und studierte anschließend von 1985 bis 1989 Maschinenbau. Danach war er ab 1989 Offizier bei den Grenztruppen der DDR, für die er an der Berliner Mauer Dienst tat und wurde 1990 als Polizeibeamter in den Bundesgrenzschutz übernommen, wo er bis 1992 diente. Danach war er bis 1994 Verwaltungsbeamter im gehobenen Dienst in der Landeshauptstadt München. 1994/95 wurde er durch ein Aufbaustudium PR-Berater. Er lebte von 1997 bis 2000 in Moskau und von 2003 bis 2011 in Kiew, wo er als PR-Berater arbeitete. Seit 2011 betreibt er in Leipzig eine Relocation-Agentur, die unter anderem Menschen dabei hilft, nach Deutschland einzuwandern.
Im Januar 2014 trat er in die AfD ein. Er baute ab Oktober 2014 die AfD-Programmkommission von Sachsen auf und leitet sie bis heute. Seit 2015 ist er Mitglied der Bundesprogrammkommission der AfD. Neumann war bei der Bundestagswahl 2017 Direktkandidat im Wahlkreis Leipzig I, wo er mit 20,5 % der Stimmen auf den zweiten Platz kam. Über die sächsische Landesliste der AfD (auf dem 11. Platz und damit dem letzten, der zum Zuge kam) zog er als Abgeordneter in den Bundestag ein. Dort ist er Obmann der AfD-Fraktion im Ausschuss für Tourismus, sowie ordentliches Mitglied im Gemeinsamen Ausschuss (Art. 53a GG). Zudem gehört er als stellvertretendes Mitglied dem Verteidigungsausschuss an. Er ist stellvertretender Leiter der deutsch-belarussischen Parlamentariergruppe und Mitglied der deutsch-russischen und der deutsch-ukrainischen Parlamentariergruppe. Als Beobachter der Parlamentarischen Versammlung der OSZE war Neumann 2020 bei der Parlamentswahl in Aserbaidschan und beschrieb diese als Farce, geprägt von Korruption und Unterdrückung der Opposition. Während der Legislaturperiode hielt Neumann nur zwei Reden und ist somit einer der Abgeordneten mit den wenigsten gehaltenen Redebeiträgen. Sein Büro begründet dies mit Neumanns Schwerpunkt auf Tourismus, der nur selten im Plenum diskutiert werde.
Nach einer erfolglosen Kandidatur bei der Kommunalwahl 2014, wurde Neumann bei der darauffolgenden Wahl 2019 in den Leipziger Stadtrat gewählt. Er war Kandidat seiner Partei für die Oberbürgermeisterwahl in Leipzig am 2. Februar 2020, bei der er im ersten Wahlgang 8,7 % erreichte und auf eine Kandidatur im zweiten Wahlgang verzichtete.
Zur Bundestagswahl 2021 trat Neumann für seine Partei im Bundestagswahlkreis Leipzig I an und stand darüber hinaus auf Platz 9 der sächsischen AfD-Landesliste. Da er weder das Direktmandat gewinnen, noch über die Landesliste der AfD in den 20. Deutschen Bundestag einziehen konnte, schied Neumann nach einer Legislaturperiode wieder aus dem Bundestag aus.
Neumann ist römisch-katholisch, verheiratet, hat zwei Kinder und wohnt in Leipzig.

## Politische Positionen
Neumann spricht sich für die Einschränkung von Bundeswehreinsätzen auf UN-Einsätze aus beziehungsweise generell gegen Auslandseinsätze, aber nicht für einen NATO-Austritt. So sollen die Missionen in Afghanistan und im Mittelmeer beendet werden. Dennoch soll mehr Geld für die Bundeswehr ausgegeben und die Wehrpflicht wieder eingeführt werden. Ziel seien Militärausgaben von mindestens 2 % des Bruttoinlandsprodukts.
Neumann ist gegen die Aufnahme von EU-Ausländern bei der Bundeswehr, denn „Fremde würden ohne Diskussion auf Deutsche schießen“. Moslems spricht er ab, sich integrieren und in die Gesellschaft einbringen zu können. Sie stellten eine Gefahr dar und Länder wie Ungarn und Bulgarien würden aus der schlechten Erfahrung früherer muslimischer Herrschaft heraus muslimische Flüchtlinge abweisen. Viele Flüchtlinge seien außerdem „im wehrfähigen Alter und kampferfahren“, sodass er befürchtet „wenn die in einer Nacht alle Bundeswehrkasernen überfallen, sind wir Gefangene im eigenen Land.“ Als Kommentar zum G20-Gipfel 2017 sagte er, es würden „gewalttätige Auseinandersetzungen in einem riesigen Ausmaß“ in Deutschland drohen. Allgemein soll die Einwanderung begrenzt werden und nur diejenigen kommen, „die uns nützen“. Die Freizügigkeit innerhalb der Europäischen Union brauche besser geschützte äußere Grenzen. Einwanderer müssten „unsere Gesetze und kulturellen Werte respektieren“, insbesondere die Gleichberechtigung von Frauen.
Bildungspolitisch sprach sich Neumann im Wahlkampf, entgegen dem Programm seiner Partei, nicht komplett gegen den Bologna-Prozess aus, sondern für ein Nebeneinander von Master- und Bachelorabschlüssen sowie Diplomabschlüssen, letztere in technischen Fächern. Er wolle sich außerdem für Ganztagsschulen und ein deutschlandweit einheitliches Schulsystem einsetzen. Darüber hinaus solle das Nationalbewusstsein der deutschen Jugend gestärkt, nicht, wie Neumann es jetzt findet, „ausgetrieben“ werden. Kulturen wie „die europäische, die afrikanische und die asiatische“ hält Neumann für von der Natur geschaffen. Man dürfe sie nicht mischen.
Als Kommunalpolitiker spricht sich Neumann unter anderem gegen Tempo 30 als Regelgeschwindigkeit in der Stadt aus, da dies den Interessen von Wirtschaft und Bürgern widerspreche und keine positiven Effekte für Umwelt und Sicherheit habe.
Das Grundgesetz sieht Neumann nicht als „echte Verfassung“ und will es durch eine neue Verfassung ersetzen.
Im innerparteilichen Machtkampf stellte sich Neumann 2021 mit den meisten anderen Vertretern seiner Partei in Sachsen gegen Jörg Meuthen und forderte diesen zum Rücktritt auf.